# هانس شميت (عسكري)
هانس شميت (بالألمانية: Hans Schmidt)‏ هو عسكري ألماني، ولد في 14 مارس 1895 في بايرويت في ألمانيا، وتوفي في 28 نوفمبر 1971 في فايدن إن در أوبربفالز في ألمانيا.